# Rules and Games
Rules and Games è un singolo dei Funeral for a Friend, pubblicato il 23 marzo 2009 come terza canzone estratta da Memory and Humanity, l'album uscito l'anno precedente. Si tratta dell'ultimo singolo in cui suona Gareth Davies, che aveva lasciato la band a fine 2008, ed è pertanto l'ultimo con la formazione storica di Casually Dressed & Deep in Conversation.
Il cantante Matt Davies ha spiegato come il testo si ispiri ai sentimenti che prova verso quei media che all'epoca diffondevano la falsa credenza che la musica emo spingesse i giovani all'autolesionismo.

## Critica
Così come per l'intero album, la critica pur trovando apprezzabile nel suo complesso la qualità, trova che il sound della band sia un po' troppo ancorato al passato e non mostri un'evoluzione che è invece necessaria perché una band mantenga il suo appeal.

## Video
Il video è stato diretto da Paul Morricone ed è stato pubblicato sul canale YouTube della band il 3 febbraio 2009. Si tratta del primo video in cui compare il nuovo bassista Gavin Burrough. La storia è basata sul film Big, e vede cinque bambini che si trovano in una vecchia rimessa; ad un certo la porta si illumina e compare un mago racchiuso in una teca, con una sfera di cristallo davanti a sé. Uno dei bambini inserisce una moneta nella teca, il mago apre gli occhi, tocca la sfera, la quale si illumina e lascia partire un raggio che colpisce i bambini, trasformandoli nei cinque membri della band da grandi. A queste scene sono alternate quelle della band che suona la canzone in una stanza rossa davanti ad una cornice vuota (allusione alla picture frame -la cornice- menzionata nel testo). Il pallone inquadrato nelle prime sequenze è il Teamgeist, utilizzato per i Mondiali di calcio del 2006.

## Tracce
1. Rules and Games (radio edit) – 2:43
2. Kicking and Screaming (live from Glasgow ABC) – 3:24
3. Rules and Games (album version) – 2:48
4. Rules and Games (demo) – 3:10

## Formazione
- Matthew Davies-Kreye - voce
- Kris Coombs-Roberts - chitarra
- Darran Smith - chitarra
- Ryan Richards - batteria
- Gareth Davies - basso